# 山田干拓二区
山田干拓二区（やまだかんたくにく）は、千葉県印西市の大字。2017年9月30日現在の人口は0人。郵便番号270-1600。

## 地理
北は吉高干拓、東は成田市下方、南東は平賀干拓、南は山平一区、西は山平二区、北西は吉高に隣接している。